# Pleuni Touw
Pleuni Touw, née le 8 novembre 1938  à Bergen op Zoom, est une actrice de cinéma, de télévision et de théâtre néerlandaise.

## Biographie
Pleuni Touw est notamment connue pour sa scène de nu dans la mini-série De Stille Kracht (nl) (1974). Si Phil Bloom est bien apparue complètement nue — une première dans l'histoire télévisuelle néerlandaise — le 28 juillet 1967 dans le premier épisode de Hoepla, elle n'avait cependant qu'un rôle passif et c'est bien Pleuni Touw qui est la première actrice à jouer à la télévision néerlandaise un rôle dans la plus extrême nudité.

## Filmographie
- 1975 : Rufus (nl) : Nicole
- 1975 : Zwaarmoedige verhalen voor bij de centrale verwarming (nl) : Lenie
- 1977 : Het Debuut (nl) : Rita
- 1979 : Mijn vriend : Helene Te Winckel
- 1980 : Lieve Jongens (nl) : Corinne
- 1981 : Het verboden bacchanaal (nl) : Betsy van Heesteren
- 1983 : De Zwarte Ruiter (nl) : Milou
- 1993 : De tussentijd (nl) : Leonore
- 1995 : Filmpje! (nl) : Madame Lozig
- 2001 : De Vriendschap (nl) : Zwaantje
- 2004 : De Dominee (nl) : Tante Jet
- 2008 : Bride Flight : Ada âgée